# Nicoline van der Sijs

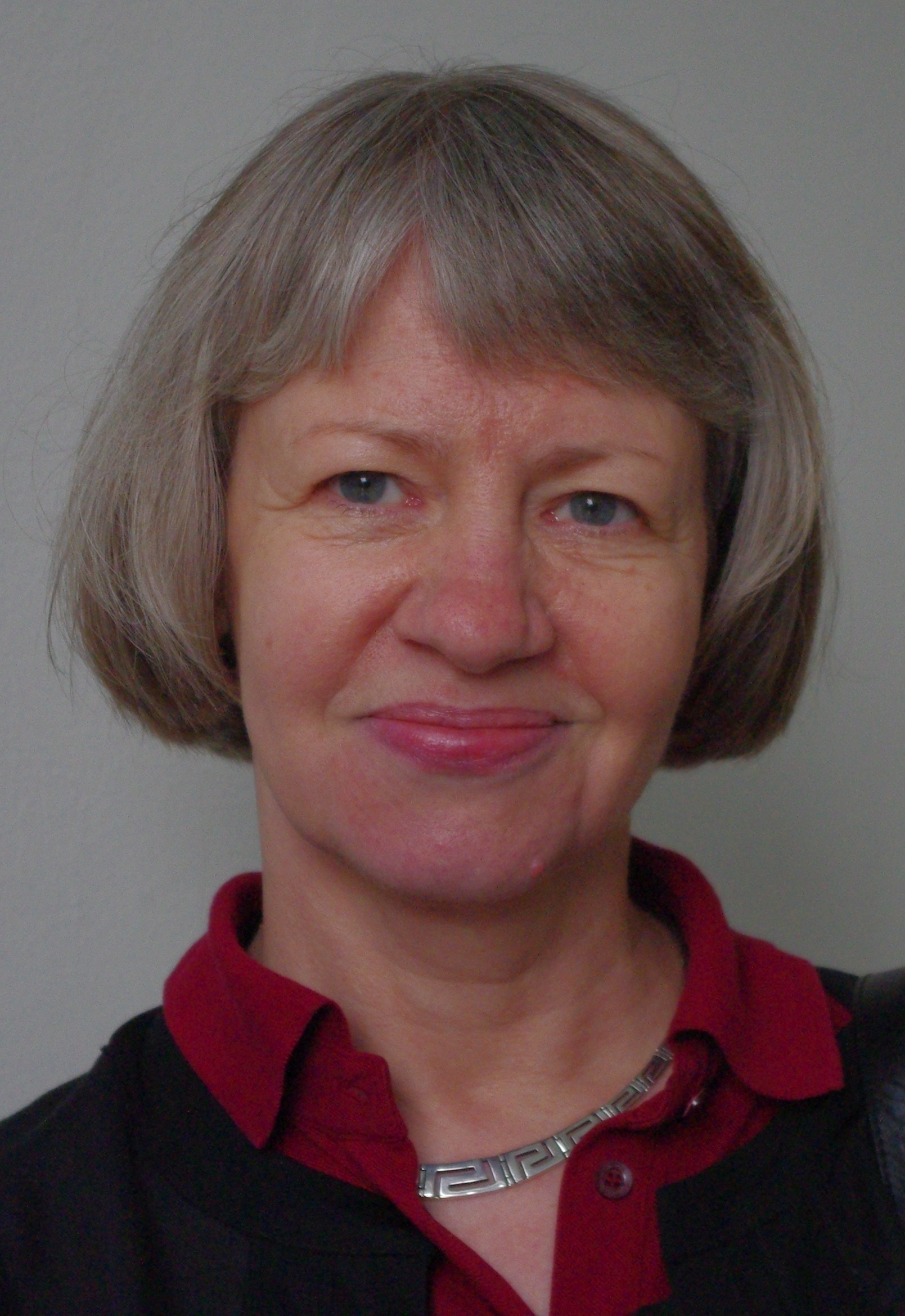
Nicoline van der Sijs

Nicoline van der Sijs (* 1. April 1955) ist eine niederländische Sprachwissenschaftlerin.

## Biographie
Nicoline van der Sijs wurde in Heerlen geboren. 1979 vollendete sie das Masterstudium Slawistik an der Universität Utrecht. 2001 wurde ihr den Doktorgrad der historischen niederländischen Sprachwissenschaft vergeben und seit 2013 arbeitet sie als Professor für historische niederländische Sprachwissenschaft an der Radboud-Universität in Nijmegen.

## Werke (Auswahl)
- Etymologisch woordenboek. De herkomst van onze woorden, 2de druk, Utrecht/Antwerpen: Van Dale Lexicografie, 1997. ISBN 9066483121
- Het versierde woord. De Epitheta of woordcombinaties van Anthoni Smyters uit 1620, Amsterdam: Contact, 1999. ISBN 9025498337
- Nota bene: De invloed van het Latijn en Grieks op het Nederlands, Den Haag: SDU, 2000, herdruk 2006. ISBN 9057970678
- Chronologisch woordenboek van het Nederlands: De ouderdom en herkomst van onze woorden en betekenissen, Amsterdam: L.J. Veen, 2001. ISBN 9020420453
- Taal als mensenwerk: Het ontstaan van het ABN, Den Haag: SDU, 2004. ISBN 9012105870
- Van Dale Groot leenwoordenboek: De invloed van andere talen op het Nederlands, Utrecht/Antwerpen: Van Dale Lexicografie, 2005. ISBN 9789066480278
- De geschiedenis van het Nederlands in een notendop, Amsterdam: Prometheus, 2005. ISBN 9789035128408
- Calendarium van de Nederlandse taal: De geschiedenis van het Nederlands in jaartallen, Den Haag: SDU, 2006. ISBN 9012117372
- Cookies, Coleslaw, and Stoops: The Influence of Dutch on the North-American Languages, Amsterdam: UvA; Chicago: University of Chicago Press, 2009. ISBN 9789089641243
- Het verhaal van het Nederlands: Een geschiedenis van twaalf eeuwen, Amsterdam: Bert Bakker, 2009. ISBN 9789035132825
- Nederlandse woorden wereldwijd, Den Haag: SDU, 2010. ISBN 9789012582148
- 15 eeuwen Nederlandse taal, 2019. ISBN 9789056155346